# واين ريفرز
واين ريفرز هو لاعب هوكي الجليد كندي، ولد في 1 فبراير 1942 في هاميلتون في كندا.

## وصلات خارجية
- واين ريفرز على موقع دوري الهوكي الوطني (الإنجليزية)
- واين ريفرز على موقع EliteProspects.com (الإنجليزية)
- واين ريفرز على موقع HockeyDB.com (الإنجليزية)
- واين ريفرز على موقع Hockey-Reference.com (الإنجليزية)